# Nordcapital
Die Nordcapital GmbH (Eigenschreibung NORDCAPITAL) ist ein Emissionshaus aus Hamburg.
Das Unternehmen wurde 1992 von Erck Rickmers und seinem Bruder Bertram gegründet. Beide stammen aus der Familie Rickmers, deren gleichnamige Reederei seit 1834 Schiffbau und Seeschifffahrt betreibt. 1996 stieg Bertram Rickmers bei Nordcapital aus, Erck leitete das Unternehmen ab dann alleine. 1998 ging aus der Nordcapital die Reederei E.R. Schiffahrt hervor, die sich in den ersten Jahren auf den Betrieb und die Vercharterung von Containerschiffen konzentrierte. Im Januar 2008 wurde das damalige Unternehmen umstrukturiert: unter dem Dach einer Holding, der E.R. Capital Holding, formierte Rickmers drei operative Unternehmen: Nordcapital, E.R. Schiffahrt und das Fondshaus equitrust. Von 1992 bis Ende 2015 investierte Nordcapital rund 6,8 Milliarden Euro in 140 geschlossenen Fonds.
Der größte Geschäftsbereich von Nordcapital ist die Schiffsfinanzierung. Im Jahr 2011 war Nordcapital der größte Anbieter von geschlossenen Schiffsfonds in Deutschland gemessen am platzierten Eigenkapital. Das Unternehmen platzierte 2011 87,4 Mio. Euro Eigenkapital.
Es hat (Stand Ende 2015) sechs Geschäftsbereiche:
- Nordcapital Emissionshaus: Strukturierung und Einwerbung des Eigenkapitalanteils der aufgelegten geschlossenen Fonds
- Nordcapital Investment: seit 2014 registrierte Kapitalverwaltungsgesellschaft (KVG) für Alternative Investment Fonds (AIF)[5]
- Nordcapital Shipping: Asset Management der Schiffsfonds
- Nordcapital Alternative Assets: Asset Management in den Bereichen Immobilien, Energieversorgung, erneuerbare Energien und Private Equity
- Nordcapital Externe Fondsmanagement: Asset Management für nicht zur Nordcapital Gruppe gehörende Fondsanbieter
- Nordcapital Treuhand: Investorenbetreuung